# Ein Keloheinu
Ein Keloheinu (en hebreu: אֱין כֱּאלֹהֱינוּ, "no hi ha ningú com el nostre Déu") és un conegut himne jueu. Hi ha una versió d'aquest himne amb un melodia tradicional catalana del segle xv que també és emprada com a base dels Segadors, l'himne nacional català.